# 4568 Menkaure
A 4568 Menkaure (ideiglenes jelöléssel 1983 RY3) a Naprendszer kisbolygóövében található aszteroida. Norman G. Thomas fedezte fel 1983. szeptember 2-án.
Nevét Menkauré fáraóról kapta.